# Andries Cornelis Dirk de Graeff
Andries Cornelis Dirk de Graeff (La Haya, 7 de agosto de 1872 - La Haya, 24 de abril de 1957) fue un político de las Países Bajos.

## Biografía
De Graeff descendiente de una de las familia De Graeff, más importante, poderosas y ricas de Ámsterdam y holandesa.
Su padre fue el diplomático Dirk de Graeff van Polsbroek, y su madre Bonne Elisabeth Royer.
De Graeff fue Embajador de Tokio (1919-1922) y de Washington (1922-1926). En 1926 fue nombrado Gobernador General de las Indias Orientales Neerlandesas y en 1933 Ministro de Asuntos Exteriores de las Países Bajos.

## Commons
- Wikimedia Commons alberga una categoría multimedia sobre Andries Cornelis Dirk de Graeff.